# Псевдоаналитическая функция
Псевдоаналитические функции — обобщение аналитических функций, предложенное Липманом Берсом.
Они определяются как функции, удовлетворяющие ослабленным условиям Коши — Римана.